# Pimoa haden
Espèce
Pimoa haden est une espèce d'araignées aranéomorphes de la famille des Pimoidae.

## Distribution
Cette espèce se rencontre aux États-Unis dans l'Est du Washington, dans le Nord de l'Idaho et dans l'Ouest du Montana et au Canada dans le Sud-Est de la Colombie-Britannique,.

## Description
Le mâle décrit par Hormiga en 1994 mesure 7,9 mm et la femelle 7,4 mm.

## Publication originale
- Chamberlin & Ivie, 1943 : New genera and species of North American linyphiid spiders. Bulletin of the University of Utah, vol. 33, no 10, p. 1-39.